# Jahja Drançolli
Jahja Drançolli, född 10 oktober 1946 i Peja i Kosovo i Jugoslavien, är en albansk forskare och historiker.
Jahja Drançolli avlade 1984 doktorsexamen i historia vid Pristinas universitet. Han arbetade därefter vid Historiska institutet i Kosovo. Från och med 1995 fick han en professur i historia. Han utnämndes 2003 till förste president för det nygrundade Arkeologiska institutet i Kosovo.
Jahja Drançolli har skrivit ett flertal böcker och artiklar kring albansk historia.